# Dawid Błanik
Dawid Błanik (Jastrzębie-Zdrój, 15 aprile 1997) è un calciatore polacco, ala o centrocampista del Korona Kielce.

## Carriera
Cresciuto nei settori giovanili di Karviná e GKS Tychy, il 18 febbraio 2015 firma il primo contratto professionistico con il club della Slesia; il 5 gennaio 2016, dopo essere stato inserito definitivamente nella rosa della prima squadra, prolunga fino al 2018. Il 6 gennaio 2018 viene acquistato dal Pogoń Stettino, con cui firma un contratto di tre anni e mezzo; poco impiegato in Ekstraklasa, il 16 gennaio 2019 passa in prestito fino alla fine dell'anno all'Odra Opole. Il 1º gennaio 2020 il prestito viene prolungato fino al termine della stagione; dopo aver lasciato l'Odra, l'8 ottobre seguente si trasferisce a titolo definitivo al GKS Bełchatów. Il 19 gennaio 2021 passa al Sandecja Nowy Sącz, con cui resta fino al successivo mese di settembre, quando viene acquistato dal Korona Kielce.
Dopo aver conquistato la promozione nella massima serie con i giallorossi, nel corso degli anni diventa un importante giocatore di rotazione nella rosa del club; il 23 dicembre 2023 prolunga fino al 2026

## Statistiche

### Presenze e reti nei club
Statistiche aggiornate al 20 agosto 2025.
| Stagione                  | Squadra                   | Campionato                | Campionato | Campionato | Coppe nazionali | Coppe nazionali | Coppe nazionali | Coppe continentali | Coppe continentali | Coppe continentali | Altre coppe | Altre coppe | Altre coppe | Totale | Totale | Totale |
| Stagione                  | Squadra                   | Comp                      | Pres       | Reti       | Comp            | Pres            | Reti            | Comp               | Pres               | Reti               | Comp        | Pres        | Reti        | Pres   | Reti   |        |
| ------------------------- | ------------------------- | ------------------------- | ---------- | ---------- | --------------- | --------------- | --------------- | ------------------ | ------------------ | ------------------ | ----------- | ----------- | ----------- | ------ | ------ | ------ |
| apr.-giu. 2015            | GKS Tychy                 | 1L                        | 1          | 0          | CP              | -               | -               | -                  | -                  | -                  | -           | -           | -           | 1      | 0      |        |
| 2015-2016                 | GKS Tychy                 | 2L                        | 12         | 1          | CP              | 0               | 0               | -                  | -                  | -                  | -           | -           | -           | 12     | 1      |        |
| 2016-2017                 | GKS Tychy                 | 1L                        | 9          | 0          | CP              | 1               | 0               | -                  | -                  | -                  | -           | -           | -           | 10     | 0      |        |
| 2017-gen. 2018            | GKS Tychy                 | 1L                        | 19         | 4          | CP              | 2               | 0               | -                  | -                  | -                  | -           | -           | -           | 21     | 4      |        |
| Totale GKS Tychy          | Totale GKS Tychy          | Totale GKS Tychy          | 41         | 5          |                 | 3               | 0               |                    | -                  | -                  |             | -           | -           | 44     | 5      |        |
| gen.-giu. 2018            | Pogoń Stettino            | EK                        | 6          | 0          | CP              | -               | -               | -                  | -                  | -                  | -           | -           | -           | 6      | 0      |        |
| 2018-gen. 2019            | Pogoń Stettino            | EK                        | 8          | 0          | CP              | 1               | 0               | -                  | -                  | -                  | -           | -           | -           | 9      | 0      |        |
| Totale Pogoń Stettino     | Totale Pogoń Stettino     | Totale Pogoń Stettino     | 14         | 0          |                 | 1               | 0               |                    | -                  | -                  |             | -           | -           | 15     | 0      |        |
| gen.-giu. 2019            | Odra Opole                | 1L                        | 12         | 1          | CP              | 1               | 0               | -                  | -                  | -                  | -           | -           | -           | 13     | 1      |        |
| 2019-2020                 | Odra Opole                | 1L                        | 18         | 1          | CP              | 2               | 0               | -                  | -                  | -                  | -           | -           | -           | 20     | 1      |        |
| Totale Odra Opole         | Totale Odra Opole         | Totale Odra Opole         | 30         | 2          |                 | 3               | 0               |                    | -                  | -                  |             | -           | -           | 33     | 2      |        |
| ott. 2020-gen. 2021       | GKS Bełchatów             | 1L                        | 9          | 0          | CP              | -               | -               | -                  | -                  | -                  | -           | -           | -           | 9      | 0      |        |
| gen.-giu. 2021            | Sandecja Nowy Sącz        | 1L                        | 17         | 2          | CP              | -               | -               | -                  | -                  | -                  | -           | -           | -           | 17     | 2      |        |
| ago.-sett. 2021           | Sandecja Nowy Sącz        | 1L                        | 5          | 3          | CP              | 0               | 0               | -                  | -                  | -                  | -           | -           | -           | 5      | 3      |        |
| Totale Sandecja Nowy Sącz | Totale Sandecja Nowy Sącz | Totale Sandecja Nowy Sącz | 22         | 5          |                 | 0               | 0               |                    | -                  | -                  |             | -           | -           | 22     | 5      |        |
| sett. 2021-2022           | Korona Kielce             | 1L                        | 22+2       | 5          | CP              | 2               | 2               | -                  | -                  | -                  | -           | -           | -           | 26     | 7      |        |
| 2022-2023                 | Korona Kielce             | EK                        | 27         | 3          | CP              | 2               | 0               | -                  | -                  | -                  | -           | -           | -           | 29     | 3      |        |
| 2023-2024                 | Korona Kielce             | EK                        | 29         | 1          | CP              | 4               | 1               | -                  | -                  | -                  | -           | -           | -           | 33     | 2      |        |
| 2024-2025                 | Korona Kielce             | EK                        | 26         | 4          | CP              | 3               | 0               | -                  | -                  | -                  | -           | -           | -           | 29     | 4      |        |
| 2025-2026                 | Korona Kielce             | EK                        | 5          | 3          | CP              | 0               | 0               | -                  | -                  | -                  | -           | -           | -           | 5      | 3      |        |
| Totale Korona Kielce      | Totale Korona Kielce      | Totale Korona Kielce      | 109+2      | 16         |                 | 9               | 3               |                    | -                  | -                  |             | -           | -           | 120    | 19     |        |
| Totale carriera           | Totale carriera           | Totale carriera           | 225+2      | 28         |                 | 18              | 3               |                    | -                  | -                  |             | -           | -           | 245    | 31     |        |